# Talling
Talling là một đô thị ở huyện Bernkastel-Wittlich, trong bang Rheinland-Pfalz, Đô thị Talling có diện tích 3,9 km², dân số thời điểm ngày 31 tháng 12 năm 2006 là 224 người.